# Torneo masculino de fútbol en los Juegos Centroamericanos y del Caribe de 2018
El fútbol masculino en los Juegos Centroamericanos y del Caribe de Barranquilla 2018 se disputó entre el 20 y 31 de julio de 2018.
La fecha de nacimiento de los atletas masculinos es a partir del 1° de enero de 1997 (Sub-21). Cada equipo tendrá el derecho de inscribir hasta tres (3) atletas masculinos sin restricciones de edad.
Accedieron al torneo Colombia, en su calidad de país anfitrión del certamen, México y Venezuela quienes pasan directamente por pertenecer a la Confederación Sudamericana y Norteamericana.
Centroamérica: Los tres primeros lugares de los Juegos Centroamericanos Managua 2017, celebrados en Nicaragua en diciembre de 2017.
Caribe: Los dos primeros lugares del Campeonato Sub-20 de la Concacaf celebrado en Costa Rica del 17 de febrero al 5 de marzo de 2017.

## Sedes
- Estadio Romelio Martínez - Barranquilla

## Equipos participantes
| Región                      | Torneo                                   | Equipo clasificado                     | Número de equipos |
| --------------------------- | ---------------------------------------- | -------------------------------------- | ----------------- |
| Clasificado automáticamente | Clasificado automáticamente              | - Colombia (sede) - México - Venezuela | 3                 |
| Zona Centroamericana        | Juegos Deportivos Centroamericanos 2017  | - Honduras - Costa Rica - El Salvador  | 3                 |
| Zona Caribeña               | Campeonato Sub-20 de la Concacaf de 2017 | - Haití - Trinidad y Tobago            | 2                 |
| Total                       |                                          |                                        | 8                 |

## Primera fase
Programación y Horarios

### Grupo A
| Equipo            | Pts | PJ | PG | PE | PP | GF | GC | Dif |
| ----------------- | --- | -- | -- | -- | -- | -- | -- | --- |
| Colombia          | 7   | 3  | 2  | 1  | 0  | 7  | 2  | +5  |
| Honduras          | 7   | 3  | 2  | 1  | 0  | 5  | 2  | +3  |
| Costa Rica        | 3   | 3  | 1  | 0  | 2  | 4  | 5  | -1  |
| Trinidad y Tobago | 0   | 3  | 0  | 0  | 3  | 3  | 10 | -7  |

| 20 de julio de 2018, 16:00 | Honduras                              | 2:0 (1:0) | Trinidad y Tobago | Estadio Romelio Martínez, Barranquilla |                         |
|                            | Denil Maldonado 31' · Sendel Cruz 41' | Reporte   |                   | Árbitro(s): Bryan Lopez                | Árbitro(s): Bryan Lopez |

| 20 de julio de 2018, 19:00 | Colombia | 1:0 (0:0) | Costa Rica | Estadio Romelio Martínez, Barranquilla |                           |
|                            | Mina 88' | Reporte   |            | Árbitro(s): Oshane Nation              | Árbitro(s): Oshane Nation |

| 22 de julio de 2018, 16:00 | Costa Rica                             | 3:2 (3:0) | Trinidad y Tobago                       | Estadio Romelio Martínez, Barranquilla |                           |
|                            | Randall Leal 9' 23' · Andrés Gómez 15' | Reporte   | 60' John-Paul Rochford · 67' Nickel Orr | Árbitro(s): Mario Alberto              | Árbitro(s): Mario Alberto |

| 22 de julio de 2018, 19:00 | Colombia            | 1:1 (0:1) | Honduras             | Estadio Romelio Martínez, Barranquilla |                         |
|                            | Leonardo Castro 64' | Reporte   | 40' Douglas Martínez | Árbitro(s): Marco Ortiz                | Árbitro(s): Marco Ortiz |

| 24 de julio de 2018, 16:00 | Costa Rica      | 1:2 (1:0) | Honduras                                | Estadio Romelio Martínez, Barranquilla |                         |
|                            | Andrés Gomez 7' | Reporte   | 63' Darwin Diego · 82' Douglas Martínez | Árbitro(s): Marco Ortiz                | Árbitro(s): Marco Ortiz |

| 24 de julio de 2018, 19:00 | Colombia                                                                        | 5:1 (1:0) | Trinidad y Tobago      | Estadio Romelio Martínez, Barranquilla |                             |
|                            | Juan Palma 44' · Luis Sandoval 54' · Julian Quiñones 67' 76' · Ivan Rojas 90+1' | Reporte   | 62' John-Paul Rochford | Árbitro(s): Gladwyn Johnson            | Árbitro(s): Gladwyn Johnson |

### Grupo B
| Equipo      | Pts | PJ | PG | PE | PP | GF | GC | Dif |
| ----------- | --- | -- | -- | -- | -- | -- | -- | --- |
| Venezuela   | 9   | 3  | 3  | 0  | 0  | 7  | 1  | +6  |
| Haití       | 4   | 3  | 1  | 1  | 1  | 2  | 3  | -1  |
| El Salvador | 3   | 3  | 1  | 0  | 2  | 1  | 4  | -3  |
| México      | 1   | 3  | 0  | 1  | 2  | 2  | 4  | -2  |

| 21 de julio de 2018, 16:00 | El Salvador | 0:1 (0:1) | Haití           | Estadio Romelio Martínez, Barranquilla |                        |
|                            |             | Reporte   | 28' Jean Danley | Árbitro(s): Juan Pérez                 | Árbitro(s): Juan Pérez |

| 21 de julio de 2018, 19:00 | México              | 1:2 (1:0) | Venezuela                                | Estadio Romelio Martínez, Barranquilla |                             |
|                            | Eduardo Aguirre 41' | Reporte   | 49' Yohandry Orozco · 64' Antonio Romero | Árbitro(s): Héctor Martinez            | Árbitro(s): Héctor Martinez |

| 23 de julio de 2018, 16:00 | Venezuela                                 | 2:0 (2:0) | Haití | Estadio Romelio Martínez, Barranquilla |                         |
|                            | Yohandry Orozco 36' · Daniel Saggiomo 38' | Reporte   |       | Árbitro(s): Jose Kellys                | Árbitro(s): Jose Kellys |

| 23 de julio de 2018, 19:00 | México | 0:1 (0:0) | El Salvador        | Estadio Romelio Martínez, Barranquilla |                              |
|                            |        | Reporte   | 74' Marvin Márquez | Árbitro(s): Daneon Parchment           | Árbitro(s): Daneon Parchment |

| 25 de julio de 2018, 16:00 | Venezuela                                                     | 3:0 (2:0) | El Salvador | Estadio Romelio Martínez, Barranquilla |                         |
|                            | Antonio Romero 29' · Daniel Saggiomo 45' · Ronaldo Chacón 90' | Reporte   |             | Árbitro(s): Bryan Lopez                | Árbitro(s): Bryan Lopez |

| 25 de julio de 2018, 19:00 | Haití             | 1:1 (1:1) | México              | Estadio Romelio Martínez, Barranquilla |                             |
|                            | Ronaldo Damus 35' | Reporte   | 11' Eduardo Aguirre | Árbitro(s): Hector Martinez            | Árbitro(s): Hector Martinez |

## Segunda fase
Disputada del 28 al 31 de julio por los dos primeros de cada grupo en la fase anterior.
|  | Semifinales | Semifinales |   |       | Final        | Final       |  |
|  | 28 de julio | 28 de julio |   |       | 31 de julio  | 31 de julio |  |
|  |             |             |   |       |              |             |  |
|  |             |             |   |       |              |             |  |
|  | Colombia    | 3           |   |       |              |             |  |
|  | Haití       | 1           |   |       |              |             |  |
|  |             |             |   |       |              |             |  |
|  |             |             |   |       |              |             |  |
|  |             |             |   |       | Colombia     | 2           |  |
|  |             | Venezuela   | 1 |       |              |             |  |
|  |             |             |   |       |              |             |  |
|  |             |             |   |       |              |             |  |
|  |             |             |   |       | Tercer lugar |             |  |
|  |             |             |   |       |              |             |  |
|  | Venezuela   | 1           |   | Haití | 0            |             |  |
|  | Honduras    | 0           |   |       | Honduras     | 3           |  |

### Semifinal
| 28 de julio de 2018, 16:00 | Venezuela        | 1:0 (0:0) | Honduras | Estadio Romelio Martínez, Barranquilla |                           |
|                            | Ágnel Flores 76' | Reporte   |          | Árbitro(s): Oshane Nation              | Árbitro(s): Oshane Nation |

| 28 de julio de 2018, 19:00 | Colombia                                    | 3:1 (0:1) | Haití             | Estadio Romelio Martínez, Barranquilla |                           |
|                            | Julián Quiñones 71' 90' · Luis Sandoval 84' | Reporte   | 60' Ronaldo Damus | Árbitro(s): Mario Escobar              | Árbitro(s): Mario Escobar |

### Tercer lugar
| 31 de julio de 2018, 17:00 | Haití | 0:3 (0:2) | Honduras                                                           | Estadio Romelio Martínez, Barranquilla |                         |
|                            |       | Reporte   | 8' Cristian Cálix · 45+1' Josué Villafranca · 75' Douglas Martínez | Árbitro(s): Jose Kellys                | Árbitro(s): Jose Kellys |

### Final
| 31 de julio de 2018, 20:00 | Colombia                                 | 2:1 (2:1) | Venezuela           | Estadio Romelio Martínez, Barranquilla |                         |
|                            | Jean Gutiérrez 11' · Leonardo Castro 32' | Reporte   | 37' Yohandry Orozco | Árbitro(s): Marco Ortiz                | Árbitro(s): Marco Ortiz |

|                              |
| Bandera de Colombia          |
| Campeón Colombia 3.er título |

## Medallero
| Evento           | Oro | Plata | Bronce |
| ---------------- | --- | --- | --- |
| Fútbol masculino | Colombia (COL) | Venezuela (VEN) | Honduras (HON) |
| Equipos          | Manuel Arias Breiner Paz Andrés Reyes Juan Palma Larry Vásquez Iván Rojas Julián Quiñones Yéiler Góez Leonardo Castro Yeison Tolosa Christian Mina Kevin Mier Brayan Vera Hayen Palacios Leyser Chaverra Neider Barona Michael López José Enamorado Luis Sandoval Gustavo Carvajal Entrenador: Arturo Reyes | Joel Graterol Miguel Silva Ronald Hernández Pablo Bonilla Jean Gutiérrez Nahuel Ferraresi Jean Franco Fuentes Luis Mago José Hernández Luis Ruiz Ronaldo Lucena Jorge Yriarte Ágnel Flores José Balza Daniel Saggiomo Yohandry Orozco Jesús Ramírez Antonio Romero Ronaldo Chacón Entrenador: Rafael Dudamel | Jordy Castro Denil Maldonado Darwin Diego Axel Gómez Jack Baptiste Everson López Cristian Cálix Edwin Rodríguez Patrick Palacios Carlos Mejía Josué Villafranca Óscar Reyes Selvin Guevara Séndel Cruz Elison Rivas José García Wesly Decas Elvis Scott Douglas Martínez Gerson Chávez Entrenador: Carlos Tábora |

## Máximos goleadores
| Pos. | Jugador            | Goles | P.J. |
| ---- | ------------------ | ----- | ---- |
| 1.º  | Julián Quiñones    | 4     | 5    |
| 2.º  | Yohandry Orozco    | 3     | 5    |
| 2.º  | Douglas Martínez   | 3     | 5    |
| 3.º  | Andrés Gomez       | 2     | 3    |
| 3.º  | John-Paul Rochford | 2     | 3    |
| 3.º  | Randall Leal       | 2     | 3    |
| 3.º  | Eduardo Aguirre    | 2     | 3    |
| 3.º  | Leonardo Castro    | 2     | 4    |
| 3.º  | Luis Sandoval      | 2     | 5    |
| 3.º  | Antonio Romero     | 2     | 5    |
| 3.º  | Daniel Saggiomo    | 2     | 5    |
| 3.º  | Ronaldo Damus      | 2     | 5    |

## Tabla general
A continuación se muestra la tabla de posiciones segmentada acorde a las fases alcanzadas por los equipos.
| Pos.                               | Equipo            | Pts | PJ | PG | PE | PP | GF | GC | Dif. | Rend. |
| ---------------------------------- | ----------------- | --- | -- | -- | -- | -- | -- | -- | ---- | ----- |
| Medalla de oro, América Central    | Colombia          | 13  | 5  | 4  | 1  | 0  | 12 | 4  | 8    | 86.7% |
| Medalla de plata, América Central  | Venezuela         | 12  | 5  | 4  | 0  | 1  | 9  | 3  | 6    | 80%   |
| Medalla de bronce, América Central | Honduras          | 10  | 5  | 3  | 1  | 1  | 8  | 3  | 5    | 66.7% |
| 4                                  | Haití             | 4   | 5  | 1  | 1  | 3  | 3  | 9  | -6   | 26.7% |
| 5                                  | Costa Rica        | 3   | 3  | 1  | 0  | 2  | 4  | 5  | -1   | 33.3% |
| 6                                  | El Salvador       | 3   | 3  | 1  | 0  | 2  | 1  | 4  | -3   | 33.3% |
| 7                                  | México            | 1   | 3  | 0  | 1  | 2  | 2  | 4  | -2   | 11.1% |
| 8                                  | Trinidad y Tobago | 0   | 3  | 0  | 0  | 3  | 3  | 10 | -7   | 0%    |